# Ateleute densistriata
Ateleute densistriata là một loài tò vò trong họ Ichneumonidae.